# Chapelle Saint-Georges à Novi Bečej
Pour les articles homonymes, voir Chapelle Saint-Georges.
La chapelle Saint-Georges à Novi Bečej (en serbe cyrillique : Капела Светог Ђорђа у Новом Бечеју ; en serbe latin : Kapela Svetog Đorđa u Novom Bečeju) est une chapelle située dans le cimetière orthodoxe de Novi Bečej, dans la province autonome de Voïvodine et dans le district du Banat central en Serbie. Elle est inscrite sur la liste des monuments culturels protégés de la République de Serbie.
La chapelle est également connue sous le nom de « chapelle Stanković ».

## Présentation
La chapelle est connue sous le nom de « chapelle Stanković ».
Elle a été construite en 1926 grâce à une donation de Milanko Stanković et de sa femme Sofija Grujić. Elle est caractéristique du style éclectique avec des éléments néo-classiques.
De dimension plutôt modeste, elle a été conçue pour lui conférer une allure monumentale. La chapelle est constituée d'une nef unique prolongée par une abside pentagonale ; trois tours dominent la façade occidentale. Cette façade est dotée d'un porche à quatre colonnes avec des chapiteaux ioniques qui portent une architrave et un fronton triangulaire ; les tours, hautes et étroites, sont couronnées par des bulbes aplatis qui prennent la forme de pyramides à degrés.

## Patrimonialité
La chapelle est inscrite sur la liste des monuments culturels protégés de la République de Serbie (identifiant no SK 1991).